# Religião na Grécia
Religião na Grécia (2017)
A religião na Grécia é dominada pela Igreja Ortodoxa Grega, que está entre as maiores igrejas autocéfalas da Igreja Ortodoxa. Ela representava 90% da população total grega em 2015, e é reconhecida pela Constituição como a "religião prevalente" da Grécia. Religiões com menor número de seguidores incluem o islamismo (cerca de 2% da população, a Igreja Católica (com menos de 1% da população), as denominações protestantes, e o paganismo grego.

## Na Grécia Antiga
A religião na Grécia antiga se caracterizava pelo politeísmo antropomórfico, ou seja, os antigos helênicos acreditavam em deuses (pagãos) que se assemelhavam à pessoas e tinham uma mentalidade semelhante à dos humanos.

## Religião na Grécia atual
Inclui cerca de 90% de cristãos ortodoxos. O restante da população é muçulmana e católica. A Grécia, a Rússia e a Romênia são os países com o maior número de pessoas que pertencem à  Igreja Ortodoxa.

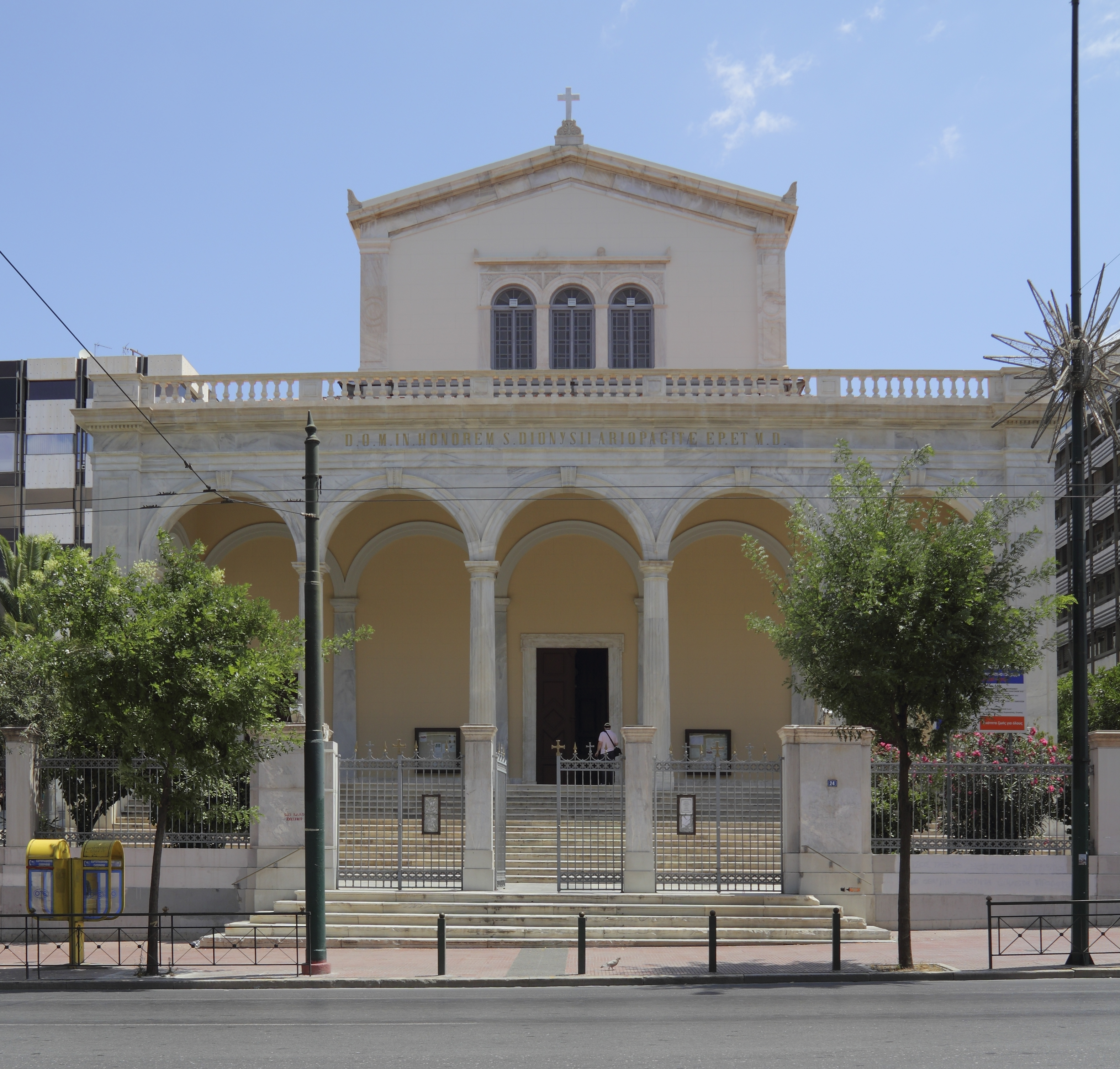
Catedral basílica de São Dionísio Areopagita, em Atenas

### Igreja Católica
Os católicos representam menos de 1% da população, e totalizam cerca de 200.000 fiéis no país, sendo boa parte deles e estrangeiros. Ainda assim são um grupo em crescimento.